# Ágfalva
Ágfalva (in tedesco Agendorf) è un comune di 1 965 abitanti situato nella contea di Győr-Moson-Sopron, nell'Ungheria nordoccidentale.